# D’Otrante
d’Otrante, även hertigarna d'Otrante (franska: Duc d'Otrante), är en hertiglig fransk ätt stammande från Napoleon I:s polisminister Joseph Fouché, som den 24 januari 1808 upphöjdes till greve med oförändrat namn, och den 15 augusti 1809 till hertig av Otranto i Italien (italienska: Duca d'Otranto).

## Historia

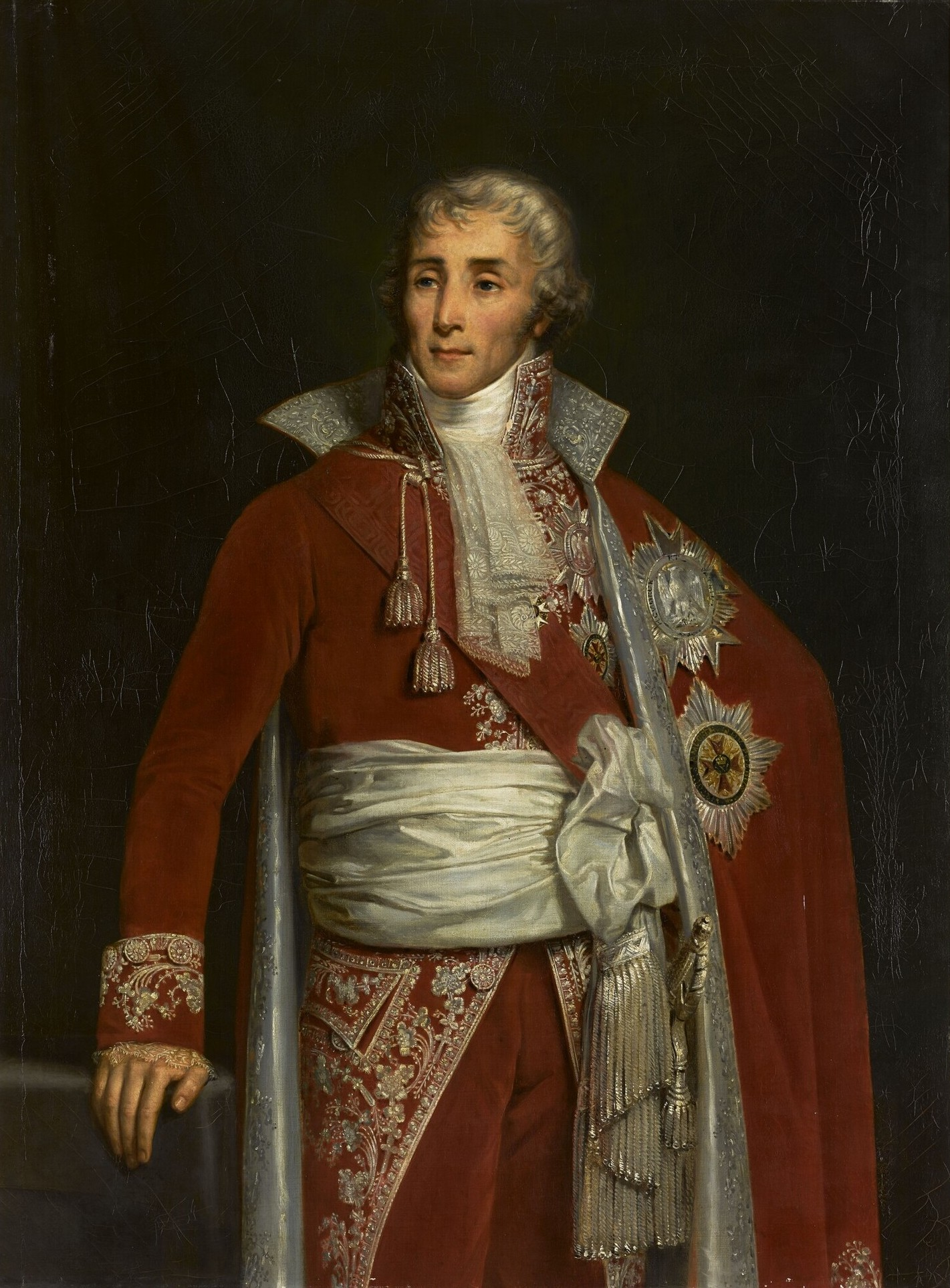
Joseph Fouché, fransk polisminister och revolutionspolitiker.

Joseph Fochés båda yngre söner, Armand (1800–1878) och Athanase (1801–1886), som blev den tredje respektive fjärde hertigen av d’Otrante, flyttade 1822 till Sverige, där Armand 1870 köpte Stjärnholms herrgård utanför Oxelösund. Före 1877 hade brodern Paul eller hans son Gustave (1840–1910), femte hertig d’Otrante, förvärvat Elghammars herrgård utanför Stjärnhov (i Gnesta kommun).
Armand avancerade inom militären.

### Sverige

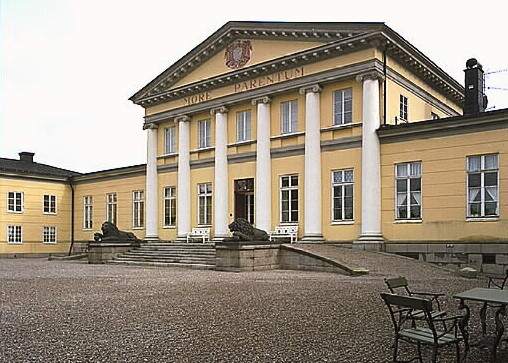
Elghammars herrgård, 2001.

År 1877 föddes där Gustavs son Charles (död 1950), den sjätte hertigen d’Otrante. Denne fick barnen Therese (1907–2000), gift 1:o Bennich, 2:o von Stedingk, Margareta, (1909–2005), gift med furst Gustav Albrecht av Sayn-Wittgenstein-Berleburg, Gustaf (1912–1995), sjunde hertigen av d’Otrante, och Louis (1917-2010), greve Fouché d’Otrante.Yngre brodern Louis gifte sig och fick två döttrar på 1940-talet. 
Hertig Gustaf gifte sig 1967 med Christina, född von Rosen (1939–2022). Hon var dotter till greve Eugène von Rosen och hans andra hustru Metta, född Breitholtz, uppväxt på Örbyhus slott fram till 1967. Deras son Charles-Louis som är åttonde hertig av 'Otrante (född 1986) leder skötseln av Elghammars herrgård och dess skog, där det också bedrivs jakt på vildsvin, dovhjort, kronhjort, rådjur och älg, genom jaktarrende till Leif G.W. Persson.